# Sinningia discolor
Sinningia discolor là một loài thực vật có hoa trong họ Tai voi. Loài này được (Decne. ex Hanst.) Sprague miêu tả khoa học đầu tiên năm 1904.